# Johann Rist
Johann Rist (ur. 8 marca 1607 w Ottensen, zm. 31 sierpnia 1667 w Wedel) – niemiecki poeta i dramaturg epoki baroku, teolog ewangelicki, purysta językowy.

## Życiorys
Urodził się w Ottensen (obecnie dzielnica Hamburga) jako syn pastora ewangelickiego. Był najstarszym z ośmiorga rodzeństwa. Uczęszczał do szkół w Hamburgu i Bremie. Następnie ok. 1626 podjął studia teologii na uniwersytecie w Rostocku. Uczęszczał też na wykłady z języka hebrajskiego, matematyki, chemii, farmacji i medycyny. Jednak nie ma całkowitej pewności, że był oficjalnym studentem w Rostocku, gdyż jego nazwisko nie widnieje w zachowanych aktach tego uniwersytetu. Od roku 1629 studiuje na uniwersytecie w Rinteln. Następnie przenosi się do Hamburga, gdzie razem z Ernstem Stapelem tworzy pierwszą sztukę teatralną, w której występuje jako aktor.
W roku 1635 zostaje pastorem w Wedel k. Hamburga, pozostaje tam do śmierci. Podczas wojny trzydziestoletniej w roku 1643 jego mieszkanie zostaje splądrowane, zniszczona została jego biblioteka i zbiory minerałów, zbiory numizmatyczne, instrumenty astronomiczne. Podobne nieszczęście spotyka go podczas działań wojennych w roku 1658. W 1645 zostaje członkiem stowarzyszenia literacko-językowego Pegnesischer Blumenorden w Norymberdze (stowarzyszenie istnieje do dziś) i otrzymuje pseudonim „Daphnis aus Cimbrien”. W roku 1647 przystępuje do Towarzystwa Owocodajnego (die Fruchtbringende Gesellschaft) z pseudonimem „Krzepki” (der Rüstige).
W uznaniu za swe zasługi w dziedzinie literatury otrzymuje honorowy tytuł poeta laureatus, a w 1653 otrzymuje od cesarza tytuł szlachecki z herbem przedstawiającym łabędzia (Schwan) z wieńcem laurowym. Książę Christian von Mecklenburg nadaje mu tytuł radcy kościelnego. W roku 1660 Rist zakłada nowe stowarzyszenie językowo-literackie der Elbschwanenorden (istnieje do roku 1667) i przyjmuje pseudonim „Palatin”. Cele stowarzyszenia: propagowanie poezji i dbanie o czystość języka niemieckiego.

## Twórczość
Był autorem 30 dramatów (zachowały się jedynie cztery), 12 zbiorów wierszy lirycznych, ponad 650 pieśni religijnych. Muzykę do jego tekstów pisali różni kompozytorzy.
W utworze Rettung der Edlen Teutschen Hauptsprache („Ratowanie szlachetnego języka niemieckiego jako języka głównego”) porusza problem wyrazów obcych w języku niemieckim i proponuje dla wielu z nich wyrazy rodzime. Z kolei w Teutschland-Lied opisuje w zbeletryzowanej formie problem kulturowego i gospodarczego uzależnienia Niemiec od Francji, Włoch i Hiszpanii. Bohaterem jest Pędziwiatr (Sausewind), snob i blagier, który bez umiaru posługuje się wyrazami obcymi. Jones nazywa to dzieło „kamieniem milowym niemieckiego puryzmu” („Markstein des deutschen Purismus”).
Ponadto zajmował się Rist medycyną, chemią, matematyką, botaniką.

### Dzieła (wybór)
- Irenomachia oder Friede und Krieg (współaut. Ernst Stapel)(1630) (dramat)
- Perseus (1634) (dramat historyczny)
- Himmlische Lieder (1642)
- Rettung der Edlen Teutschen Hauptsprache (1642)
- Des Daphnis aus Cimbrien Galathee (1642)
- Wallenstein (1647) (dramat)
- Holsten vergiß es nicht! (1648)
- Sabbatische Seelenlust (1651)
- Neuer Himmlischer Lieder Sonderbares (1651)
- Das Friedejauchtzende Teutschland (1653) (dramat)
- Sechs Monatsgespräche (1663-1668) (w konwencji dialogu Palatina z jego przyjaciółmi na określone tematy – jeden temat na jeden miesiąc)[7]
- Sämtliche Werke (red) E. Mannack, 7 tomów (1967-1981).

## Życie prywatne
W 1635 żeni się z Elisabeth Stapel (siostrą Ernsta Stapela). W 1662 żona umiera, pozostawiając pięcioro dzieci, z których troje przeżyje. W roku 1664 drugą żoną Rista zostaje Anna Hagendorn, z d. Badenhoop, wdowa po jego przyjacielu.

## Upamiętnienie (niektóre przykłady)
Od roku 2015 działa w Wedel Johann-Rist-Gesellschaft, w tymże mieście istnieje gimnazjum oraz klub sportowy noszące jego imię.